# Olympische Sommerspiele 1960/Teilnehmer (Westindische Föderation)
| Gelbes Symbol für Goldmedaillen mit stilisierten Olympischen Ringen | Graues Symbol für Silbermedaillen mit stilisierten Olympischen Ringen | Braundes Symbol für Bronzemedaillen mit stilisierten Olympischen Ringen |
| ------------------------------------------------------------------- | --------------------------------------------------------------------- | ----------------------------------------------------------------------- |
| —                                                                   | —                                                                     | 2                                                                       |

Die Westindische Föderation nahm an den Olympischen Sommerspielen 1960 in der italienischen Hauptstadt Rom mit einer Delegation von zwölf männlichen Athleten teil.
Da die Westindische Föderation nur von Januar 1958 bis Mai 1962 als Staat existierte, war es die einzige Teilnahme der Föderation an Olympischen Sommerspielen.

## Medaillen
Mit zwei gewonnenen Bronzemedaillen belegte das Team der Westindischen Föderation Platz 39 im Medaillenspiegel.

### Bronze
- George Kerr: Herren, 800 m Lauf
- George Kerr, Keith Gardner, Malcolm Spence, James Wedderburn: Herren, 4 × 400 m Staffel

## Teilnehmer nach Sportarten
George Kerr, der 1956 und 1964 für Jamaika an den Start ging, war mit zwei Medaillen der erfolgreichste Athlet der Westindischen Föderation.

### Leichtathletik
- Clifton Bertrand (startete 1964 für Trinidad und Tobago)
Herren, 200 m Lauf: Aus in der zweiten Runde
- Paul Foreman (stammt aus Jamaika)
Herren, Weitsprung: 12. Platz
- Keith Gardner (startete 1956 für Jamaika)
Herren, 100 m Lauf: Aus in der ersten Runde
Herren, 110 m Hürdenlauf: 5. Platz
Herren, 4 × 400 m Staffel: 3. Platz
- Dennis Johnson (startete 1964 für Jamaika)
Herren, 100 m Lauf: Aus in Viertelfinale
Herren, 200 m Lauf: Aus in Halbfinale
- George Kerr (startete 1956 und 1964 für Jamaika)
Herren, 800 m Lauf: 3. Platz 
Herren, 4 × 400 m Staffel: 3. Platz
- Malcolm Spence (startete 1956 und 1964 für Jamaika)
Herren, 400 m Lauf: Aus in Semifinale
Herren, 4 × 400 m Staffel: 3. Platz
- James Wedderburn (stammte aus Barbados)
Herren, 400 m Lauf: Aus in zweiter Runde
Herren, 4 × 400 m Staffel: 3. Platz

### Radsport
- Clyde Rimple
Straßenrennen, Einzel: Rennen nicht beendet
Bahn – Sprint: Aus in Vorrunde
Bahn – 1000 m Zeitfahren: 23. Platz

### Segeln
- Richard Bennett/Gerald Bird
Flying Dutchman: 30. Platz (von 31 Teilnehmern)

### Schießen
- Keith De Casseres
Freie Scheibenpistole: Bewerb nicht beendet

### Gewichtheben
- Grantley Sobers
Bantamgewicht (bis 56 kg): 10. Platz